# Orthomene
Orthomene Barneby & Krukoff – rodzaj roślin z rodziny miesięcznikowatych (Menispermaceae). Obejmuje cztery gatunki występujące naturalnie w strefie tropikalnej Ameryki Południowej.

## Systematyka
Pozycja systematyczna według APweb (aktualizowany system APG III z 2009)
Rodzaj z rodziny miesięcznikowatych (Menispermaceae).
Wykaz gatunków
- Orthomene hirsuta (Krukoff & Moldenke) Barneby & Krukoff
- Orthomene prancei Barneby & Krukoff
- Orthomene schomburgkii (Miers) Barneby & Krukoff
- Orthomene verruculosa (Krukoff & Barneby) Barneby & Krukoff